# Якопо да Емполі
Якопо да Емполі ( справжнє ім'я Якопо Кіменті, італ. Jacopo Chimenti, 30 квітня 1551, Флоренція — 30 вересня 1640, Флоренція) — італійський художник, представник так званого контрманьєризму (італ. Contra-Maniera), течії в мистецтві Італії, що запозичила деякі прийоми маньєризму, але зробила рішуче повернення до реалізму і врівноваженості мистецтва Високого Відродження. Прізвище художника пишуть і як Якопо Кіменті  да Емполі (Jacopo Chimenti da Empoli ).

## Біографія коротко
Народився у Флоренції. Додаток до прізвища «Емполі» походить від міста народження батька художника. Художнє навчання отримав в майстерні Мазо да Сан Фріано. На художню манеру вплинули твори живописців Понтормо та Санті ді Тіто. Працював у Флоренції та маленьких містах Тоскани. Відвідав місто Генуя. Малював релігійні картини, портрети.
Цікавою особливістю Якопо да Емполі було звернення до створення натюрмортів, які за властивостями абсолютно не схожі з натюрмортами уславлених майстрів Голландії того часу.

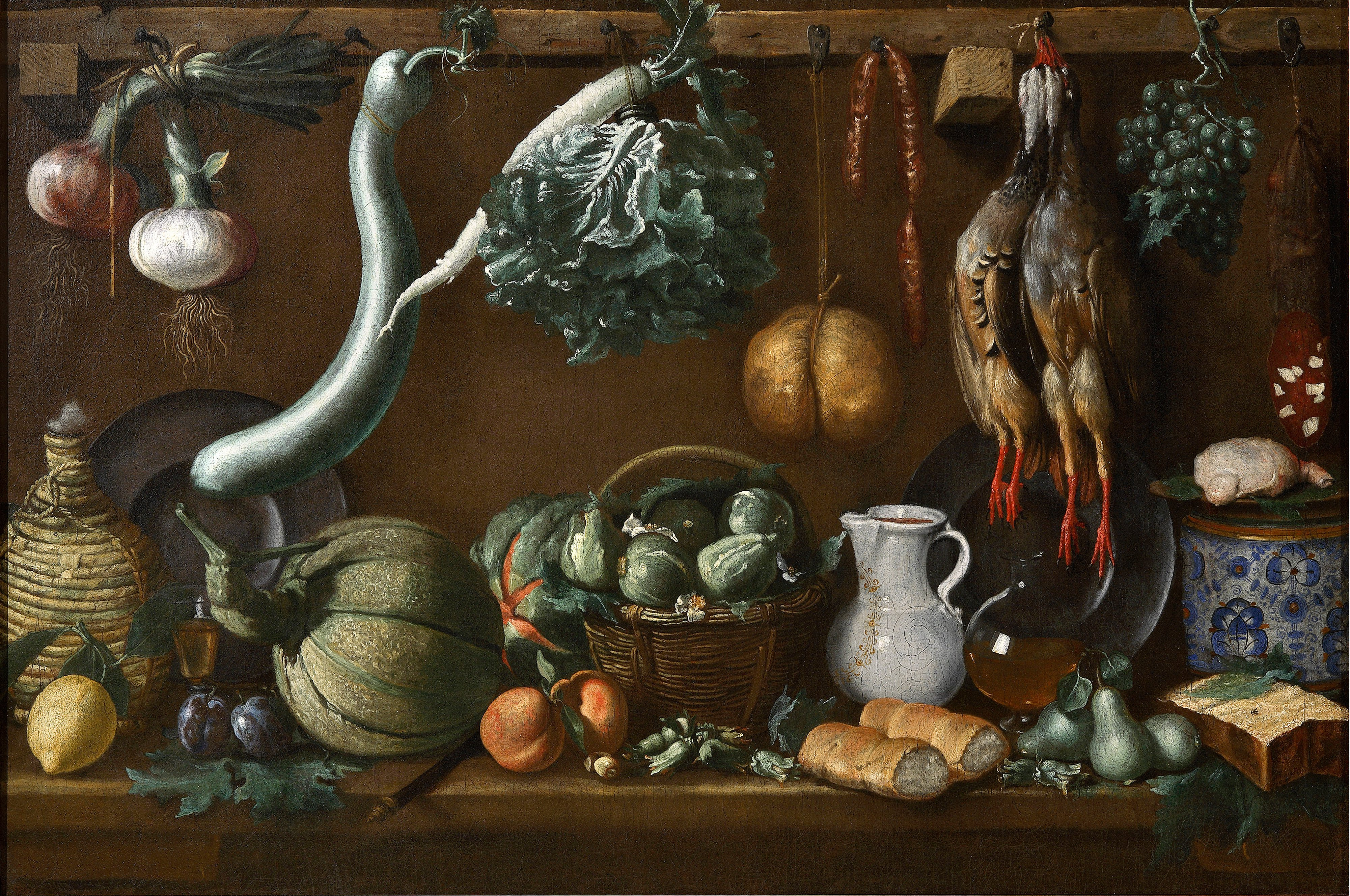
Якопо да Емполі, натюрморт.

## Вибрані твори.

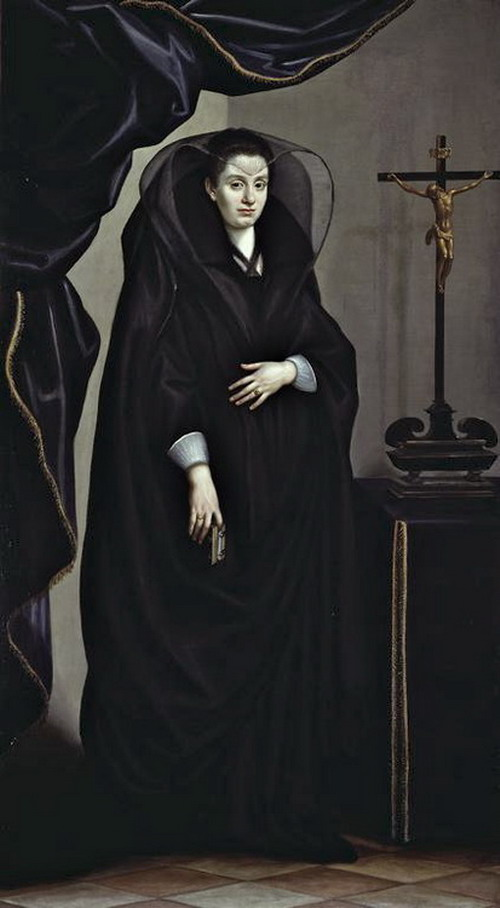
«Шляхетна пані в траурі», 1600 р., Художній інститут Чикаго, США.

- Мадонна з Євангелістом Лукою і Св.Іво, 1579, Лувр , Париж.
- Жертвоприношення Авраама, 1590-ті, Уффіці , Флоренція.
- Сусанна і старці, 16000, Відень, Художньоісторичний музей.
- Шляхетна пані в траурі, 1600 р., Художній інститут Чикаго, США.
- Заручини Катерини Медичі та короля Франції Генріха IV, 1600
- Карл Борромей та родина Роспільозі, 1613, Пістойя.
- Мікеланджело показує папі римському Леву Х модель майбутнього фасаду церкви Сан Лоренцо, Музей Мікеланджело ( Каза Буонарроті ), Флоренція.
- Натюрморт з дичиною, 1620-ті, приватна збірка.
- Натюрморт (Емполі), приватна збірка.
- Натюрморт, Музей образотворчих мистецтв імені Пушкіна, Москва.
- Сант Іво, Палаццо Пітті , Галерея Палатіна, Флоренція.
- П'яний Ной, Уффіці, Флоренція.
- Покарання царя Мідаса за жадобу до золота, Пістойя, Італія.
- Страшний Суд.

## Галерея

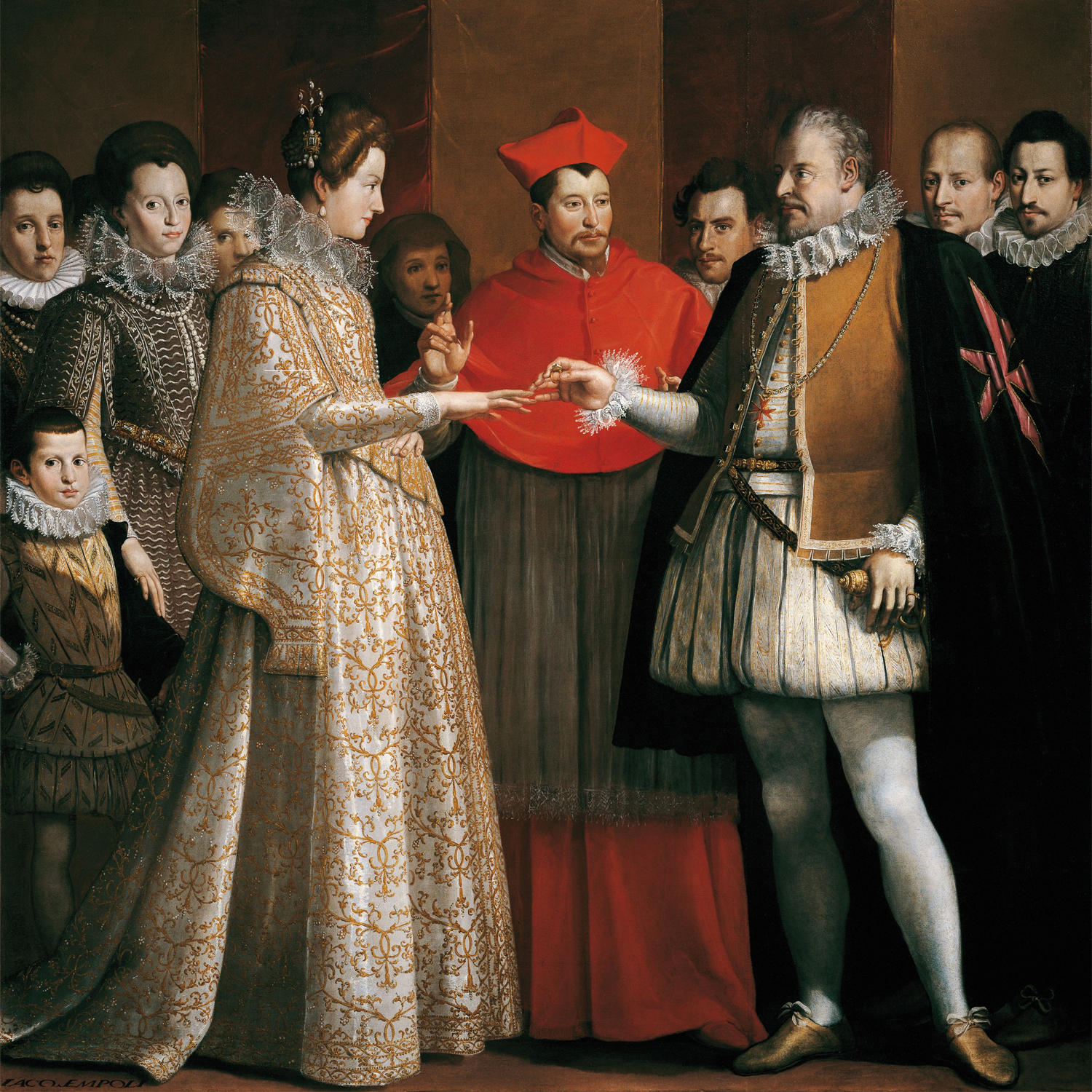
«Заручини Марії Медичі з королем Франції Генріхом IV», 1600 р.
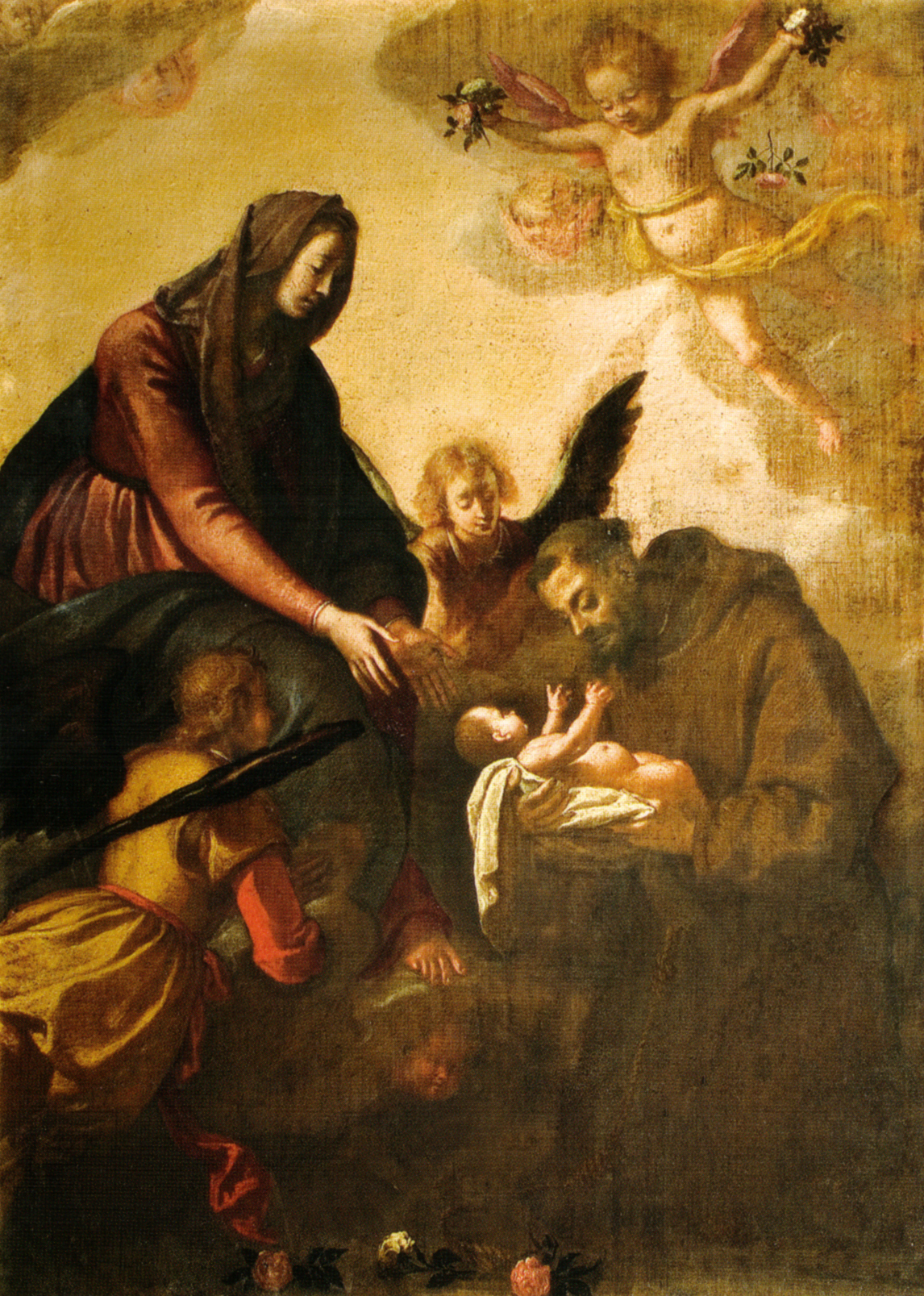
«Мадонна з немовлям і Святим Франциском»
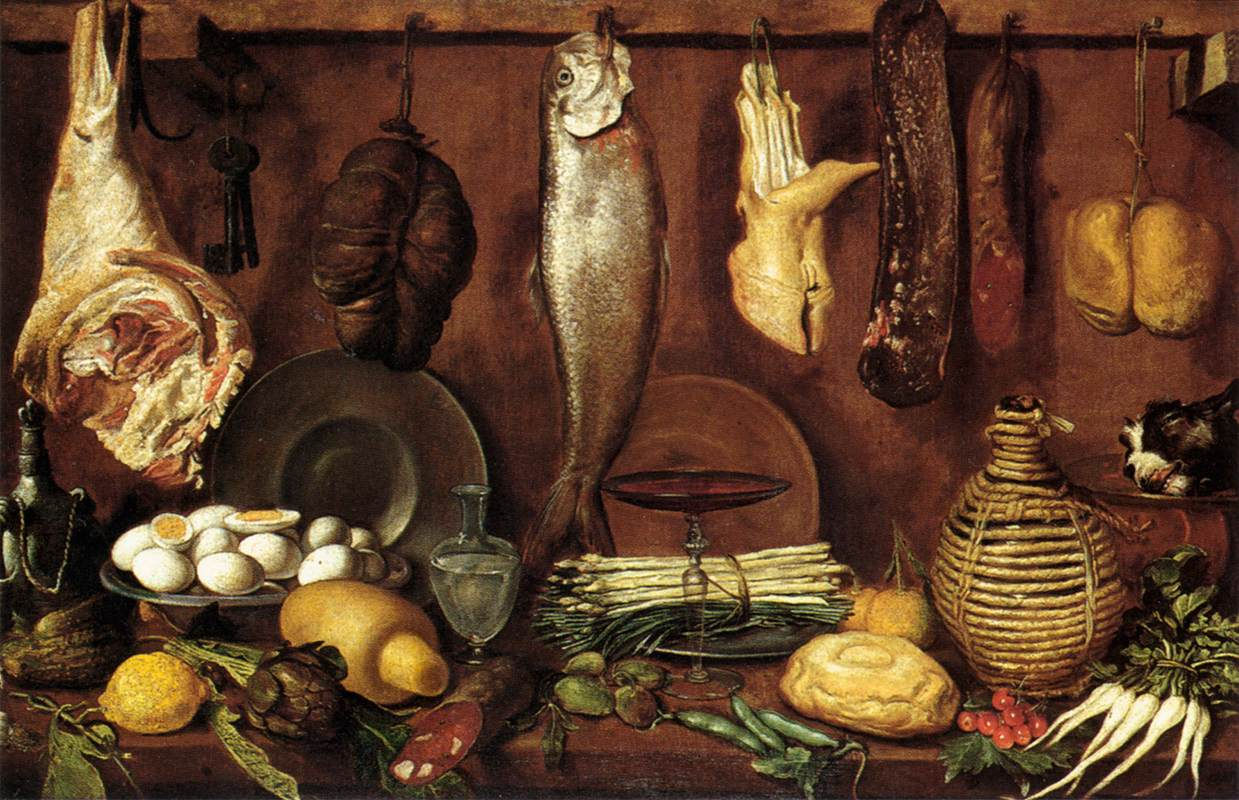
«Кухонний натюрморт», приватн. збірка.
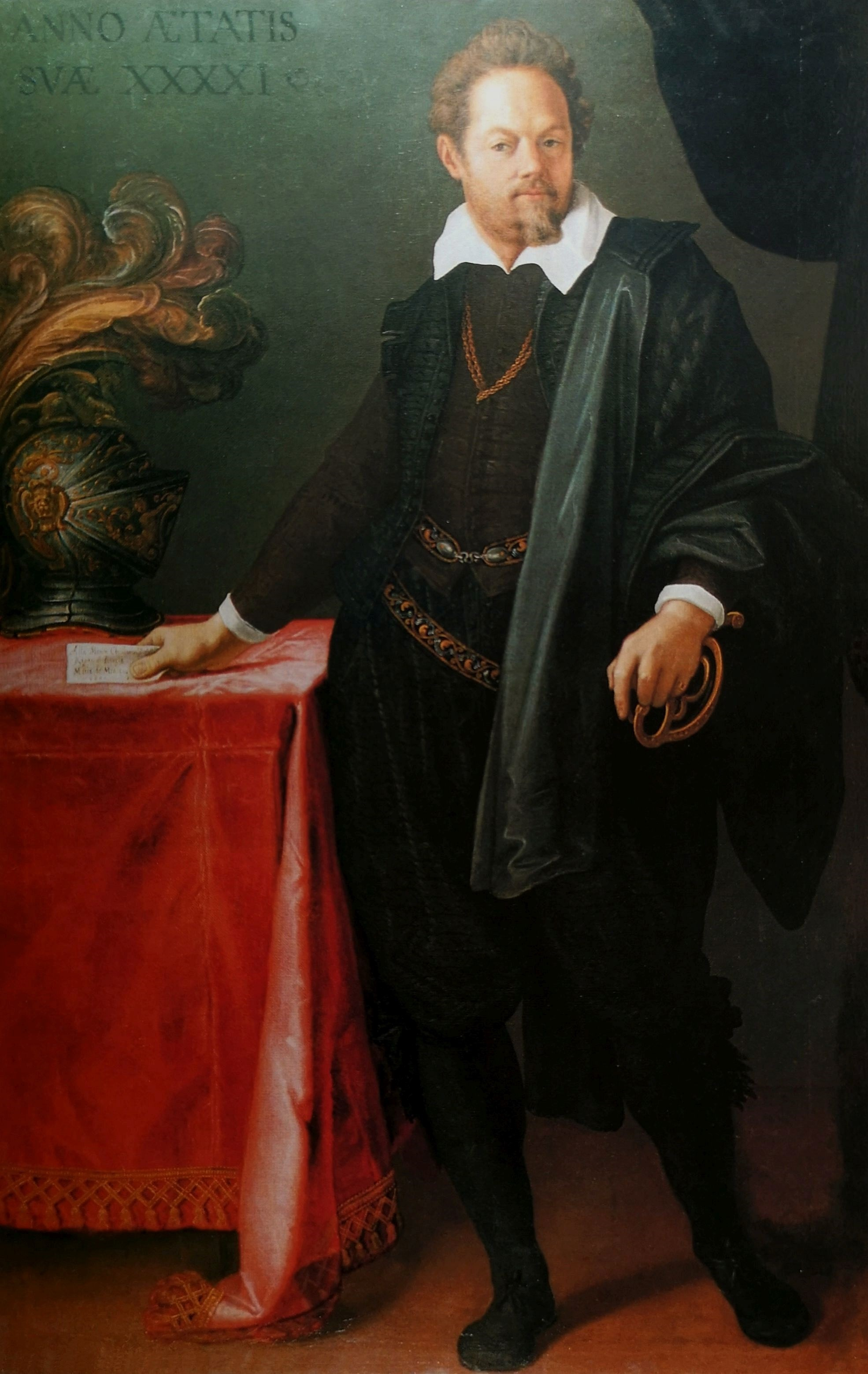
«Портрет К. Кончіні»